# Agnes Grey
Romance de estreia da escritora britânica Anne Brontë (17 Janeiro 1820 – 28 Maio 1849). Foi escrito sob o pseudônimo Acton Bell e publicado em 1850. O livro conta a história de Agnes Grey, uma governante da alta sociedade britânica na Era Vitoriana. Anne é a caçula das irmãs Brontë (Charlotte Brontë e Emily Brontë), consideradas três dos principais nomes da literatura britânica.
A história é considerada autobiográfica por reportar muitas das vivência da autora que trabalhou como governanta por seis anos de sua vida. Agnes Grey é a mais nova de uma família que se vê em débito. Para provar seu valor, ela consegue se empregar como governanta com a família  Bloomfield, que a trata de forma cruel. As crianças são mimadas e o filho mais velho tortura animais. As temáticas tratadas envolvem abuso, condição social da mulher e educação.

## Publicação
As três irmãs enviaram um pacote com seus primeiros manuscritos para editoras londrinas em julho de 1846. Charlotte havia escrito "O Professor", Emily, "O morro dos ventos uivantes" e Anne "Agnes Grey". Esses dois últimos foram aceitos pela editora de Thomas Cautley Newby que rejeitou o Professor. Em seguida, Charlotte escreve seu segundo romance: Jane Eyre. Este foi aceito imediatamente e publicado em seguida com grande sucesso. Os romances de Anne e Emily ficaram parados até elas mesmo terem que contribuir com dinheiro para sua publicação. Em dezembro de 1847, os dois foram publicados juntos e vendidos com relativo sucesso. No entanto, Morro dos Ventos Uivantes superou Agnes Grey em comentários do público e da crítica.
O romance se tornou popular nos anos seguintes. No início do século XX, seu tom moralista o tornaria novamente popular entre críticos da época.